# Fussballclub Red Bull Salzburg 2012-2013
Questa voce raccoglie le informazioni riguardanti il Fussballclub Red Bull Salzburg nelle competizioni ufficiali della stagione 2012-2013.

## Stagione
Il Salisburgo chiuse la stagione al 2º posto, alle spalle dell'Austria Vienna capolista. L'avventura nella ÖFB-Cup 2012-2013 terminò invece in semifinale, con l'eliminazione per mano del FC Pasching, che si aggiudicò poi il trofeo. L'esperienza nella Champions League si concluse al secondo turno di qualificazione, con il Salisburgo eliminato dai lussemburghesi dello F91 Dudelange.

## Maglie e sponsor
Lo sponsor tecnico per la stagione 2012-2013 fu Adidas, mentre lo sponsor ufficiale fu Red Bull. La divisa casalinga era composta da una maglietta bianca con inserti rossi, pantaloncini rossi e calzettoni bianchi. Quella da trasferta era invece costituita da una maglietta di colore blu scuro con inserti bianchi, pantaloncini gialli e calzettoni blu scuro.
| Casa | Trasferta |

## Rosa
| N. |                        | Ruolo | Calciatore            |
| -- | ---------------------- | ----- | --------------------- |
| 1  | Svezia (bandiera)      | P     | Eddie Gustafsson      |
| 3  | Brasile (bandiera)     | D     | Douglas Silva         |
| 4  | Paesi Bassi (bandiera) | C     | David Mendes da Silva |
| 5  | Austria (bandiera)     | D     | Christopher Dibon     |
| 6  | Svizzera (bandiera)    | D     | Christian Schwegler   |
| 7  | Austria (bandiera)     | D     | Florian Klein         |
| 7  | Austria (bandiera)     | C     | Jakob Jantscher       |
| 9  | Austria (bandiera)     | A     | Stefan Maierhofer     |
| 11 | Argentina (bandiera)   | A     | Gonzalo Zárate        |
| 10 | Brasile (bandiera)     | C     | Cristiano             |
| 13 | Austria (bandiera)     | C     | Stefan Ilsanker       |
| 14 | Norvegia (bandiera)    | C     | Valon Berisha         |
| 15 | Austria (bandiera)     | D     | Franz Schiemer        |
| 16 | Norvegia (bandiera)    | A     | Håvard Nielsen        |
| 17 | Austria (bandiera)     | D     | Andreas Ulmer         |
| 18 | Slovacchia (bandiera)  | C     | Dušan Švento          |
| 20 | Germania (bandiera)    | P     | Thomas Dähne          |

| N. |                     | Ruolo | Calciatore         |
| -- | ------------------- | ----- | ------------------ |
| 21 | Svezia (bandiera)   | C     | Rasmus Lindgren    |
| 22 | Austria (bandiera)  | C     | Stefan Hierländer  |
| 23 | Uganda (bandiera)   | D     | Ibrahim Sekagya    |
| 24 | Austria (bandiera)  | C     | Christoph Leitgeb  |
| 26 | Spagna (bandiera)   | A     | Jonathan Soriano   |
| 27 | Brasile (bandiera)  | A     | Alan               |
| 29 | Brasile (bandiera)  | D     | Rodnei             |
| 31 | Nigeria (bandiera)  | A     | Bright Edomwonyi   |
| 33 | Germania (bandiera) | P     | Alexander Walke    |
| 34 | Nigeria (bandiera)  | A     | Yusuf Otubanjo     |
| 36 | Austria (bandiera)  | D     | Martin Hinteregger |
| 37 | Austria (bandiera)  | C     | Valentino Lazaro   |
| 39 | Austria (bandiera)  | C     | Georg Teigl        |
| 40 | Senegal (bandiera)  | A     | Sadio Mané         |
| 44 | Slovenia (bandiera) | C     | Kevin Kampl        |
| 45 | Ghana (bandiera)    | D     | Isaac Vorsah       |
| 99 | Brasile (bandiera)  | A     | Leonardo           |

## Calciomercato

### Sessione estiva(dal 01/07 al 31/08)
| Acquisti | Acquisti           | Acquisti     | Acquisti      |
| R.       | Nome               | da           | Modalità      |
| -------- | ------------------ | ------------ | ------------- |
| D        | Christopher Dibon  |              | svincolato    |
| D        | Florian Klein      |              | svincolato    |
| D        | Rodnei             |              | svincolato    |
| D        | Isaac Vorsah       | Hoffenheim   | definitivo    |
| C        | Valon Berisha      | Viking       | definitivo    |
| C        | Stefan Ilsanker    |              | svincolato    |
| C        | Kevin Kampl        | Aalen        | definitivo    |
| A        | Alexander Aschauer | Stoccarda II | fine prestito |
| A        | Joaquín Boghossian | Nacional     | fine prestito |
| A        | Bright Edomwonyi   | Westerlo     | definitivo    |
| A        | Leonardo           | NAC Breda    | definitivo    |
| A        | Sadio Mané         | Metz         | definitivo    |
| A        | Håvard Nielsen     | Vålerenga    | definitivo    |

| Cessioni | Cessioni              | Cessioni          | Cessioni      |
| R.       | Nome                  | a                 | Modalità      |
| -------- | --------------------- | ----------------- | ------------- |
| P        | Niclas Heimann        |                   | svincolato    |
| D        | Chema Antón           |                   | svincolato    |
| D        | Christoph Martschinko | Wiener Neustadt   | prestito      |
| D        | Petri Pasanen         |                   | svincolato    |
| C        | Simon Cziommer        |                   | svincolato    |
| C        | Daniel Offenbacher    | Wiener Neustadt   | prestito      |
| C        | Stefan Savic          | Liefering         | prestito      |
| A        | Alexander Aschauer    | Wacker Burghausen | prestito      |
| A        | Leonardo              | NAC Breda         | fine prestito |
| A        | Gonzalo Zárate        | Young Boys        | definitivo    |

### Sessione invernale(dal 01/01 al 31/01)
| Acquisti | Acquisti           | Acquisti          | Acquisti      |
| R.       | Nome               | da                | Modalità      |
| -------- | ------------------ | ----------------- | ------------- |
| A        | Alexander Aschauer | Wacker Burghausen | fine prestito |
| A        | Zymer Bytyqi       | Sandnes Ulf       | definitivo    |
| A        | Yusuf Otubanjo     |                   | svincolato    |

| Cessioni | Cessioni              | Cessioni      | Cessioni   |
| R.       | Nome                  | a             | Modalità   |
| -------- | --------------------- | ------------- | ---------- |
| D        | Douglas Silva         | Figueirense   | prestito   |
| D        | André Ramalho         | Liefering     | prestito   |
| C        | Cristiano             | Tochigi       | prestito   |
| C        | Jakob Jantscher       | Dinamo Mosca  | prestito   |
| C        | Rasmus Lindgren       |               | svincolato |
| C        | David Mendes da Silva |               | svincolato |
| A        | Alexander Aschauer    | Liefering     | prestito   |
| A        | Zymer Bytyqi          | Sandnes Ulf   | prestito   |
| A        | Joaquín Boghossian    | Cercle Bruges | prestito   |
| A        | Bright Edomwonyi      | Liefering     | definitivo |
| A        | Yusuf Otubanjo        | FC Pasching   | prestito   |
| A        | Leonardo              |               | svincolato |
| A        | Stefan Maierhofer     | Colonia       | definitivo |

## Risultati

### Bundesliga
| Arbitro: | Drachta |

|  |           |                  |
|  | Marcatori | 11’, 22’ Soriano |

| Arbitro: | Grobelnik |

|                                     |           |                       |
| Schiemer 14’ Soriano 33’ Zárate 77’ | Marcatori | 45’ Bürger 49’ Höller |

| Arbitro: | Schüttengruber |

|  |           |                  |
|  | Marcatori | 30’, 86’ Soriano |

| Arbitro: | Eisner |

|  |           |                       |
|  | Marcatori | 26’ Alar 76’ Grozurek |

| Arbitro: | Harkam |

|                                            |           |                                      |
| Hosiner 15’, 45’ Sabitzer 37’ Schicker 80’ | Marcatori | 45’, 47’, 50’ Nielsen 77’ Maierhofer |

| Arbitro: | Muckenhammer (Oberndorf bei Salzburg) |

|             |           |            |
| Berisha 34’ | Marcatori | 33’ Hlinka |

| Arbitro: | Schörgenhofer (Dornbirn) |

|  |           |                                                    |
|  | Marcatori | 12’ Jantscher 31’ Berisha 38’ Schiemer 70’ Soriano |

| Arbitro: | Grobelnik |

|             |           |           |
| Soriano 34’ | Marcatori | 70’ Ziegl |

| Arbitro: | Hameter (Tulln an der Donau) |

|  |           |             |
|  | Marcatori | 86’ Berisha |

| Arbitro: | Schüttengruber (Linz) |

|                           |           |            |
| Berisha 43’ Mané 45’, 89’ | Marcatori | 35’ Okotie |

| Arbitro: | Eisner (Voitsberg) |

|            |           |                                          |
| Höller 56’ | Marcatori | 6’ (rig.), 52’ (rig.) Soriano 60’ Vorsah |

| Arbitro: | Drachta |

|                                                    |           |          |
| Mané 8’ Leitgeb 36’ Thonhofer 54’ (aut.) Teigl 88’ | Marcatori | 66’ Falk |

| Arbitro: | Harkam |

|                      |           |  |
| Hofmann 14’ Boyd 47’ | Marcatori |  |

| Arbitro: | Amhof |

|                                                          |           |  |
| Leitgeb 24’, 89’ Soriano 27’, 74’ Windbichler 86’ (aut.) | Marcatori |  |

| Arbitro: | Muckenhammer (Oberndorf bei Salzburg) |

|  |           |                               |
|  | Marcatori | 33’ Schiemer 53’, 81’ Soriano |

| Arbitro: | Hameter (Tulln an der Donau) |

|                    |           |  |
| Mané 19’ Teigl 83’ | Marcatori |  |

| Arbitro: | Grobelnik |

|                                          |           |          |
| Walch 32’ Hammerer 76’ Hadžić 90’ (aut.) | Marcatori | 5’ Teigl |

| Salisburgo 2 dicembre 2012, ore 16:00 18ª giornata | Salisburgo               | 0 – 0 referto | Austria Vienna | Red Bull Arena (16.057 spett.)\| Arbitro: \| Schörgenhofer (Dornbirn) \| |
| Arbitro:                                           | Schörgenhofer (Dornbirn) |               |                |                                                                          |

| Arbitro: | Krassnitzer (St. Veit an der Glan) |

|                |           |          |
| Sukuta-Pasu 8’ | Marcatori | 66’ Mané |

| Arbitro: | Lechner |

|                                                                            |           |  |
| Mané 16’, 60’, 90’ Teigl 24’ Berisha 58’ Hierländer 67’ Soriano 72’ (rig.) | Marcatori |  |

| Arbitro: | Harkam |

|            |           |              |
| Rivera 27’ | Marcatori | 72’ Schiemer |

| Arbitro: | Hameter (Tulln an der Donau) |

|                                             |           |                                       |
| Kampl 1’ Soriano 69’ (rig.) Hinteregger 86’ | Marcatori | 48’ Boyd 82’ Burgstaller 90’ Sabitzer |

| Arbitro: | Dintar |

|          |           |             |
| Tito 44’ | Marcatori | 16’ Leitgeb |

| Arbitro: | Lechner |

|                           |           |            |
| Soriano 44’, 48’ Alan 54’ | Marcatori | 19’ Terzić |

| Arbitro: | Ouschan |

|                       |           |                                       |
| Wallner 3’ Schütz 40’ | Marcatori | 66’ Teigl 74’ (rig.) Soriano 90’ Mané |

| Arbitro: | Krassnitzer |

|                             |           |                    |
| Soriano 42’ Hinteregger 81’ | Marcatori | 22’, 52’ Meilinger |

| Arbitro: | Schörgenhofer (Dornbirn) |

|                     |           |           |
| Grünwald 37’ (rig.) | Marcatori | 61’ Kampl |

| Arbitro: | Lechner |

|                           |           |  |
| Soriano 51’, 77’ Mané 80’ | Marcatori |  |

| Arbitro: | Grobelnik |

|            |           |                      |
| Höller 51’ | Marcatori | 72’ Mané 75’ Soriano |

| Arbitro: | Schüttengruber |

|                                                 |           |                          |
| Alan 17’, 32’ (rig.), 58’ Soriano 50’, 76’, 87’ | Marcatori | 10’ de Paula 37’ Putsche |

| Arbitro: | Drachta |

|          |           |                                 |
| Alar 63’ | Marcatori | 65’, 70’ (rig.) Alan 90’ Švento |

| Arbitro: | Krassnitzer |

|                   |           |          |
| Alan 63’ Mané 74’ | Marcatori | 51’ Toth |

| Arbitro: | Harkam |

|  |           |                                                                       |
|  | Marcatori | 5’ Soriano 16’, 78’ Alan 64’ Kampl 66’ Berisha 71’ (aut.) Martschinko |

| Arbitro: | Kever |

|                             |           |             |
| Kampl 48’ Alan 68’ Mané 79’ | Marcatori | 39’ Wallner |

| Arbitro: | Dintar |

|                             |           |                   |
| Reifeltshammer 36’ Zulj 54’ | Marcatori | 25’ Alan 30’ Mané |

| Arbitro: | Krassnitzer |

|                           |           |  |
| Mané 39’, 75’ Sekagya 83’ | Marcatori |  |

### ÖFB-Cup
| Arbitro: | Hameter |

|  |           |                           |
|  | Marcatori | 31’ Sekagya 71’ Cristiano |

| Arbitro: | Lechner |

|           |           |                                      |
| Siegl 60’ | Marcatori | 50’ Teigl 57’ Soriano 85’ Maierhofer |

| Arbitro: | Hameter |

|  |           |                    |
|  | Marcatori | 37’, 81’, 90’ Mané |

| Arbitro: | Harkam |

|  |           |                                      |
|  | Marcatori | 44’, 88’ Soriano 53’ (aut.) Švejnoha |

| Arbitro: | Grobelnik |

|             |           |                              |
| Nielsen 48’ | Marcatori | 69’ Kovačec 79’ Kerschbaumer |

### Champions League
| Arbitro: | Salmanov |

|             |           |  |
| Joachim 75’ | Marcatori |  |

| Arbitro: | Radovanović |

|                                                               |           |                                |
| Jantscher 28’ Hinteregger 37’ Cristiano 81’ (rig.) Zárate 82’ | Marcatori | 26’, 57’ Steinmetz 48’ Joachim |

## Statistiche

### Statistiche di squadra
| Competizione       | Punti | In casa | In casa | In casa | In casa | In casa | In casa | In trasferta | In trasferta | In trasferta | In trasferta | In trasferta | In trasferta | Totale | Totale | Totale | Totale | Totale | Totale | DR  |
| Competizione       | Punti | G       | V       | N       | P       | Gf      | Gs      | G            | V            | N            | P            | Gf           | Gs           | G      | V      | N      | P      | Gf     | Gs     | DR  |
| ------------------ | ----- | ------- | ------- | ------- | ------- | ------- | ------- | ------------ | ------------ | ------------ | ------------ | ------------ | ------------ | ------ | ------ | ------ | ------ | ------ | ------ | --- |
| Fußball-Bundesliga | 77    | 18      | 12      | 5       | 1       | 51      | 19      | 18           | 10           | 6            | 2            | 40           | 20           | 36     | 22     | 11     | 3      | 91     | 39     | +52 |
| ÖFB-Cup            | -     | 1       | 0       | 0       | 1       | 1       | 2       | 4            | 4            | 0            | 0            | 11           | 2            | 5      | 4      | 0      | 1      | 12     | 4      | +8  |
| Champions League   | -     | 1       | 1       | 0       | 0       | 4       | 3       | 1            | 0            | 0            | 1            | 0            | 1            | 2      | 1      | 0      | 1      | 4      | 4      | 0   |
| Totale             | -     | 20      | 13      | 5       | 2       | 56      | 24      | 23           | 14           | 6            | 3            | 51           | 23           | 43     | 27     | 11     | 5      | 107    | 47     | +60 |

### Statistiche dei giocatori
| Giocatore          | Bundesliga | Bundesliga | Bundesliga  | Bundesliga | ÖFB-Cup  | ÖFB-Cup | ÖFB-Cup     | ÖFB-Cup    | Champions League | Champions League | Champions League | Champions League | Totale   | Totale | Totale      | Totale     |
| Giocatore          | Presenze   | Reti       | Ammonizioni | Espulsioni | Presenze | Reti    | Ammonizioni | Espulsioni | Presenze         | Reti             | Ammonizioni      | Espulsioni       | Presenze | Reti   | Ammonizioni | Espulsioni |
| ------------------ | ---------- | ---------- | ----------- | ---------- | -------- | ------- | ----------- | ---------- | ---------------- | ---------------- | ---------------- | ---------------- | -------- | ------ | ----------- | ---------- |
| Alan               | 14         | 11         | 2           | 0          | 0        | 0       | 0           | 0          | 0                | 0                | 0                | 0                | 14       | 11     | 2           | 0          |
| V. Berisha         | 30         | 6          | 1           | 0          | 3        | 0       | 0           | 0          | 0                | 0                | 0                | 0                | 33       | 6      | 1           | 0          |
| Cristiano          | 0          | 0          | 0           | 0          | 1        | 1       | 0           | 0          | 2                | 1                | 0                | 0                | 3        | 2      | 0           | 0          |
| T. Dähne           | 1          | 0          | 0           | 0          | 0        | 0       | 0           | 0          | 0                | 0                | 0                | 0                | 1        | 0      | 0           | 0          |
| C. Dibon           | 6          | 0          | 1           | 0          | 1        | 0       | 0           | 0          | 0                | 0                | 0                | 0                | 7        | 0      | 1           | 0          |
| Douglas            | 2          | 0          | 0           | 0          | 0        | 0       | 0           | 0          | 0                | 0                | 0                | 0                | 2        | 0      | 0           | 0          |
| B. Edomwonyi       | 1          | 0          | 0           | 0          | 0        | 0       | 0           | 0          | 0                | 0                | 0                | 0                | 1        | 0      | 0           | 0          |
| E. Gustafsson      | 5          | 0          | 0           | 0          | 4        | 0       | 0           | 0          | 0                | 0                | 0                | 0                | 9        | 0      | 0           | 0          |
| S. Hierländer      | 20         | 1          | 1           | 0          | 1        | 0       | 0           | 0          | 1                | 0                | 0                | 0                | 22       | 1      | 1           | 0          |
| M. Hinteregger     | 24         | 2          | 7           | 0          | 3        | 0       | 0           | 0          | 2                | 1                | 1                | 0                | 29       | 3      | 8           | 0          |
| S. Ilsanker        | 26         | 0          | 6           | 1          | 4        | 0       | 0           | 0          | 1                | 0                | 0                | 0                | 31       | 0      | 6           | 1          |
| J. Jantscher       | 7          | 1          | 2           | 0          | 1        | 0       | 0           | 0          | 1                | 1                | 1                | 0                | 9        | 2      | 3           | 0          |
| K. Kampl           | 23         | 4          | 7           | 0          | 4        | 0       | 2           | 0          | 0                | 0                | 0                | 0                | 27       | 4      | 9           | 0          |
| F. Klein           | 20         | 0          | 2           | 0          | 3        | 0       | 0           | 0          | 2                | 0                | 0                | 0                | 25       | 0      | 2           | 0          |
| V. Lazaro          | 5          | 0          | 2           | 0          | 0        | 0       | 0           | 0          | 0                | 0                | 0                | 0                | 5        | 0      | 2           | 0          |
| C. Leitgeb         | 22         | 4          | 1           | 0          | 3        | 0       | 0           | 0          | 2                | 0                | 0                | 0                | 27       | 4      | 1           | 0          |
| Leonardo           | 0          | 0          | 0           | 0          | 0        | 0       | 0           | 0          | 0                | 0                | 0                | 0                | 0        | 0      | 0           | 0          |
| R. Lindgren        | 0          | 0          | 0           | 0          | 1        | 0       | 0           | 0          | 1                | 0                | 0                | 0                | 2        | 0      | 0           | 0          |
| S. Maierhofer      | 10         | 1          | 0           | 0          | 2        | 1       | 0           | 0          | 2                | 0                | 0                | 0                | 14       | 2      | 0           | 0          |
| S. Mané            | 26         | 16         | 7           | 1          | 3        | 3       | 1           | 0          | 0                | 0                | 0                | 0                | 29       | 19     | 8           | 1          |
| D. Mendes da Silva | 6          | 0          | 1           | 0          | 1        | 0       | 1           | 0          | 2                | 0                | 1                | 0                | 9        | 0      | 3           | 0          |
| H. Nielsen         | 24         | 3          | 0           | 0          | 4        | 1       | 0           | 0          | 0                | 0                | 0                | 0                | 28       | 4      | 0           | 0          |
| Y. Otubanjo        | 1          | 0          | 0           | 0          | 0        | 0       | 0           | 0          | 0                | 0                | 0                | 0                | 1        | 0      | 0           | 0          |
| Rodnei             | 15         | 0          | 5           | 0          | 3        | 0       | 0           | 0          | 0                | 0                | 0                | 0                | 18       | 0      | 5           | 0          |
| C. Schwegler       | 17         | 0          | 3           | 0          | 2        | 0       | 0           | 0          | 2                | 0                | 1                | 0                | 21       | 0      | 4           | 0          |
| F. Schiemer        | 27         | 4          | 9           | 0          | 2        | 0       | 1           | 0          | 0                | 0                | 0                | 0                | 29       | 4      | 10          | 0          |
| C. Schwegler       | 17         | 0          | 3           | 0          | 2        | 0       | 0           | 0          | 2                | 0                | 1                | 0                | 21       | 0      | 4           | 0          |
| I. Sekagya         | 17         | 1          | 1           | 0          | 3        | 1       | 0           | 0          | 1                | 0                | 0                | 0                | 21       | 2      | 1           | 0          |
| J. Soriano         | 33         | 26         | 1           | 0          | 4        | 3       | 0           | 0          | 1                | 1                | 1                | 0                | 38       | 30     | 2           | 0          |
| D. Švento          | 11         | 1          | 1           | 0          | 1        | 0       | 0           | 0          | 1                | 0                | 0                | 0                | 13       | 1      | 1           | 0          |
| G. Teigl           | 33         | 5          | 1           | 0          | 5        | 1       | 0           | 0          | 1                | 0                | 0                | 0                | 39       | 6      | 1           | 0          |
| A. Ulmer           | 26         | 0          | 3           | 0          | 5        | 0       | 0           | 0          | 2                | 0                | 0                | 0                | 33       | 0      | 3           | 0          |
| I. Vorsah          | 15         | 1          | 4           | 2          | 3        | 0       | 0           | 0          | 0                | 0                | 0                | 0                | 18       | 1      | 4           | 2          |
| A. Walke           | 30         | 0          | 1           | 0          | 1        | 0       | 0           | 0          | 2                | 0                | 0                | 0                | 33       | 0      | 1           | 0          |
| G. Zárate          | 5          | 1          | 0           | 1          | 1        | 0       | 0           | 0          | 2                | 1                | 1                | 0                | 8        | 2      | 1           | 1          |